# 2013年東亞運動會開幕禮
天津2013東亞運動會開幕禮於中國時間2013年10月6日，在中華人民共和國天津市天津體育館和天津大禮堂舉行，開幕禮和閉幕禮原定於天津奧林匹克中心體育場和天津體育館舉行，後因落實中共中央規定節儉辦賽、縮減經費，所改於天津體育館和天津大禮堂舉行。

## 製作背景
天津東亞運動會的開幕式總導演為天津市文化局調研員焦玉玲。開幕式和閉幕式原定於天津奧林匹克中心體育場和天津體育館舉行，後因落實中共中央規定節儉辦賽、縮減經費，改為天津體育館和天津大禮堂舉行。開幕禮將於2013年10月6日晚上舉行。

## 發出予記者之特別须知
天津东亚运官方网页發出予記者之特別须知，指开幕禮记者坐席无WIFI信号和电源，相信亦跟節儉辦賽有關。

## 流程
東亞運動會聯合會主席、中國奧委會主席劉鵬，第六屆東亞運動會組委會主席、天津市市長黃興國分別在開幕式上致開幕詞和歡迎詞。中共中央政治局委員、國務院副總理劉延東宣布本屆運動會開幕。在宣布東亞運開幕後，天津體育館上演了歷時40分鐘的東亞運動會文體表演。表演共分為序章「歡聚天津」、第一章「快樂時光」、第二章「和諧樂章」、第三章「超越夢想」和尾聲「友誼盛會」等五部分。演出突出了楊柳青年畫，京劇與芭蕾舞等天津元素，並由天津當地演員王澤南、楊倩演唱了本屆運動會會歌《星空》，最終開幕禮舞台中央呈現東亞運動會會徽造型和象徵的熊熊火炬。

### 歡聚天津
此部份為東亞運動會拉開帷幕。在雄壯的中華人民共和國國歌聲中，鮮艷的五星紅旗在館內升起。來自中國、朝鮮、中國香港、日本、韓國、中國澳門、蒙古、中華台北、關島（會友）等九個國家和地區的參賽代表團，舉行了入場儀式。